# Thor: Dios del Trueno
Thor: Dios del Trueno es un videojuego de un solo jugador en tercera persona de 2011 basado en la película Thor desarrollado por Sega y coescrito por Matt Fraction, el ganador del Premio Eisner por la serie de cómics. Thor: Dios del Trueno marca la primera aparición independiente de Thor en un videojuego y fue lanzado el 3 de mayo de 2011 en la mayoría de las plataformas (a excepción de PSP y PC).

## Jugabilidad
Thor pelea a través de los numerosos mundos de la mitología nórdica para salvar Asgard. Los jugadores manejarán el clásico Mjolnir, el legendario martillo de Thor, para luchar contra los enemigos de una escala inmensa, mientras controla los poderes elementales de tormenta de rayos, truenos y viento para vencer a los enemigos. Thor debe superar los enemigos monstruosos sacados de las páginas de los cómics, incluyendo Ulik, Ymir y Surtur, así como otros enemigos de enormes proporciones.

## Desarrollo
La noticia de que Sega estaba desarrollando un videojuego de Thor primero se filtró al público en septiembre de 2009. Sega oficialmente anunció su lanzamiento en julio de 2010. En el New York Comic-Con de 2010, Matt Powers, el productor del juego declaró que Thor, Dios del Trueno se expandirá en el universo creado por la película de Thor y se incluyen personajes como Surtur y Ulik.
 En diciembre de 2010 Sega anunció que los actores Chris Hemsworth, Jaimie Alexander y Tom Hiddleston que interpretaron a Thor, Sif y Loki, respectivamente, en la película prestarán sus voces y su imagen al juego. Gary Knight, vicepresidente de Marketing de SEGA Europe y SEGA of America dijo que, "Traer a Chris y Tom para protagonizar a Thor el Dios del Trueno nos da el talento AAA que creará una experiencia interactiva verdaderamente cinemática ... [el] Poderoso Thor y el embaucador Loki se enfrentarán por la emoción real, mientras que da a la afición la continuidad visual y vocal entre las adaptaciones de videojuegos y películas de la franquicia de Marvel". En enero de 2011 Sega confirmó que canceló la edición del juego para  PSP sin ninguna explicación.

## Mercadeo
El tráiler del juego debutó en los Spike Video Game Awards de 2010.